# Andriej Zajonczkowski
Andriej Medardowicz Zajonczkowski (ros. Андрей Медардович Зайончковский, ur. 8 grudnia?/20 grudnia 1862 w Orle, zm. 22 marca 1926 w Moskwie) – rosyjski i radziecki wojskowy, teoretyk i historyk wojskowości, generał piechoty.

## Życiorys
Wywodził się z dworiaństwa guberni orłowskiej,  prawosławny. Jego ojciec, Medard-Ippolit Andriejewicz Zajonczkowski, pochodził z polskiej rodziny szlacheckiej, Zajączkowskich herbu Drzewica, ale prawdopodobnie starał się zatrzeć swoje pochodzenie i pokrewieństwo z bratem, Ippolitem Ippolitowiczem Zajonczkowskim, zesłanym do guberni riazańskiej za działalność rewolucyjną.
Medard-Ippolit Andriejewicz Zajonczkowski był radcą stanu i naczelnikiem turkiestańskiego okręgu pocztowo-telegraficznego. Matką Andrieja Medardowicza była Nadieżda Nikołajewna z domu Dazinska. Medard-Ippolit oraz Nadieżda mieli pięcioro dzieci: synów Andreja i Nikołaja oraz trzy córki: Annę, Olgę i Zinaidę. Olga wyszła za mąż za późniejszego (1902–1906) wojskowego gubernatora obwodu amurskiego i atamana nakaźnego Kozaków amurskich, Dmitrija Wasilewicza Putiatę. Z kolei Anna została później żoną Jewgienija Nikołajewicza Kakurina, matką Nikołaja Kakurina (1883–1936) i babką metropolity Leonida (Polakowa) (1913–1990), poprzez swoją córkę Olgę Jewgienijewną z Kakurinów.
Andriej Medardowicz Zajonczkowski ukończył Korpus Kadetów w Orle (1879) i Nikołajewską Szkołę Inżynieryjną w Sankt Petersburgu (1882).
Jako podporucznik został przydzielony do 5 batalionu inżynieryjnego. 1 stycznia 1885 r. został awansowany na porucznika. W 1888 r. ukończył Nikołajewską Akademię Sztabu Generalnego.
Od 1 stycznia do 1 grudnia 1890 r. – starszy adiutant 1 Dywizji Kawalerii Gwardii.
Kapitan ze starszeństwem od 1 kwietnia 1890 r.
Od 9 grudnia 1890 do 23 czerwca 1895 r. – starszy adiutant przy sztabie 1 Korpusu Gwardii. Pełnił funkcję dowódcy kompanii w Pułku Jegrów Lejbgwardii (16 października 1892 – 11 października 1893).
Podpułkownik ze starszeństwem od 23 czerwca 1895 r.
Od 23 lipca 1895 r. – sztabsoficer do specjalnych poruczeń przy sztabie 1 Korpusu Armijnego.
Od 28 września 1898 r. – sztabsoficer do specjalnych poruczeń przy sztabie Gwardii i Petersburskiego Okręgu Wojskowego.
Pułkownik ze starszeństwem od 18 kwietnia 1899 r.
Od 3 kwietnia 1900 r. – sztabsoficer do specjalnych poruczeń przy naczelnym dowódcy Gwardii i  Petersburskiego Okręgu Wojskowego. Pełnił funkcję dowódcy batalionu w Pułku Jegrów Lejbgwardii.
Od 21 stycznia 1902 r. – szef sztabu 2 Dywizji Kawalerii Gwardii.
Od 17 sierpnia 1902 do 18 maja 1904 r. u boku wielkiego księcia Michała Mikołajewicza.
W 1902 r. – sekretarz komitetu ds. renowacji zabytków obrony Sewastopola. Przygotowywał do publikacji zapiski weterana wojny krymskiej, generała porucznika Piotra Kononowicza Mieńkowa.
W czasie wojny rosyjsko-japońskiej był dowódcą 85 Wyborskiego Pułku Piechoty (18 maja 1904 – 9 marca 1905) i wykazał się zdolnościami dowódczymi.
Następnie został dowódcą 2 Brygady 3 Syberyjskiej Dywizji Strzeleckiej (9 marca – 7 września 1905).
Za zasługi wojskowe został odznaczony Bronią Złotą „Za Waleczność” (1906).
Od 7 września 1905 r. – generał major z przydziałem do dyspozycji naczelnego dowódcy Gwardii i  Petersburskiego Okręgu Wojskowego.
Od 18 lutego 1906 r. – dowódca Pułku Jegrów Lejbgwardii, od 10 lipca 1908 r. - dowódca 1 Brygady 1 Dywizji Piechoty Gwardii.
W stopniu generała porucznika od 30 lipca 1912 r. dowodził 37 Dywizją Piechoty 18 Korpusu Armijnego, na której czele rozpoczął swój udział w I wojnie światowej.
Od 27 marca 1915 r. – dowódca 30 Korpusu Armijnego. Pod koniec sierpnia 1915 roku wraz z korpusem został przeniesiony do 8 Armii A. A. Brusilova, która walczyła w składzie Frontu Południowo-Zachodniego.
Od 12 sierpnia 1916 r. – dowódca 47 Korpusu Armijnego.
Jednocześnie w sierpniu – październiku 1916 r. dowodził rosyjsko-rumuńską Armią Dobrudzką, składającą się z jego 47 Korpusu oraz oddziałów rumuńskiej 3 Armii.
Od 22 października 1916 r. – dowódca 18 Korpusu Armijnego.
Generał piechoty od 10 kwietnia 1916 r. (ze starszeństwem od 10 czerwca 1915 r.).
Po rewolucji lutowej, 2 kwietnia 1917 r. został przeniesiony do rezerwy przy sztabie Piotrogrodzkiego Okręgu Wojskowego, a 7 maja zwolniony ze służby z prawem do munduru i emerytury.
W 1918 r. wstąpił jako ochotnik do Armii Czerwonej, w której został starszym specjalistą w Wydziale Sprawozdawczo-Organizacyjnym Zarządu Organizacyjnego Wszechrosyjskiego Sztabu Generalnego (Wsierogławsztab), szefem sztabu 13 Armii (1919). Znajdował się w dyspozycji szefa Sztabu Polowego Rewolucyjnej Rady Wojskowej Republiki. Wiadomo, że w 1918 roku został aresztowany raz lub dwa razy pod zarzutem działalności kontrrewolucyjnej, ale po krótkim okresie uwięzienia został zwolniony.
19 października 1920 r. został aresztowany przez czekistów w swoim mieszkaniu w Moskwie. Po dwóch przesłuchaniach przeprowadzonych w pierwszych dniach po zatrzymaniu nie był już przesłuchiwany ponownie. Oskarżono go o udział w antyradzieckiej organizacji podziemnej i współpracę z Denikinem w 1919 r. W więzieniu ciężko zachorował. W grudniu 1921 r. został zwolniony.
Według części badaczy od 1921 r. był tajnym agentem Czeka-OGPU. Prawdopodobnie dzięki zgodzie na współpracę z Czeka został zwolniony z więzienia. Odegrał istotną rolę w operacji operacji Trust. Również sprawa „Wiosna” z lat 1930–1931 opierała się na materiałach operacyjnych otrzymanych wcześniej od Zajonczkowskiego, a także od jego córki, Olgi Andriejewny Zajonczkowskiej-Popowej.
W latach 1922-1926 był wykładowcą w Akademii Wojskowej im. Michaiła Frunzego, w ówczesnej Katedrze Historii Wojny Światowej.
Zmarł w Moskwie. Został pochowany na cmentarzu przy monasterze Nowodziewiczym, w pobliżu murów soboru Smoleńskiego. Grób znajduje się niedaleko grobu generała Aleksieja A. Brusiłowa, który jest położony po przeciwnej stronie soboru.

## Rodzina
Był dwukrotnie żonaty. Pierwsze małżeństwo z Lidią Kalinnikowną Konowalenko (od 1888) zakończyło się rozwodem. Z tego związku pochodziła córka Natalia (1890–1958), w późniejszym okresie mniszka klasztoru żeńskiego we wsi Nieżadowo w rejonie plusskim. Po zamknięciu klasztoru początkowo mieszkała w obwodzie leningradzkim, następnie została wysiedlona i zamieszkała w Muromie. Z drugiego małżeństwa z Marią (Martą) Michajłowną Kazakiewicz miał córkę Olgę (1892–1968). Jej mężem był Wasilij Władimirowicz Popow (1885-1938), pułkownik i wykładowca w Wojskowej Akademii Mechanizacji i Motoryzacji Armii Czerwonej. Represjonowany w trakcie czystek w Armii Czerwonej, rozstrzelany w Kommunarce, pośmiertnie zrehabilitowany w 1957 r. Olga Andriejewna została aresztowana w 1937 r. i zwolniona w 1939 r. Miała córkę Irinę Wasilijewną (ur. 1917).

## Działalność naukowa
W zakresie sztuki wojennej poglądy Zajączkowskiego były zgodne ze szkołą G. A. Leera. Wniósł znaczący wkład w badanie problemów strategicznych, planowanie i strategię dowodzenia, popularyzację naukowych dzieł rosyjskiej i zachodnioeuropejskiej klasyki wojskowości. Prace Zajączkowskiego miały cel praktyczny – wykorzystania doświadczeń I wojny światowej w budowie Armii Czerwonej. Jako wykładowca bywał oskarżany o rutyniarstwo i konserwatyzm w sprawach wojskowych (kom. Muklewicz).

### Wybrane publikacje
- Синопское сражение и Черноморский флот осенью 1853 года. Санкт-Петербург: 1903, s. 97. [dostęp 2025-02-17]. (ros.).
- Оборона Севастополя: Подвиги защитников: Краткий исторический очерк с иллюстрациями. Санкт-Петербург: 1904, s. 78. [dostęp 2025-02-17]. (ros.).
- Исторический путеводитель по Севастополю. Санкт-Петербург: 1907. [dostęp 2025-02-17]. (ros.). Brak numerów stron w książce
- Восточная война 1853—1856 гг. в связи с современной ей политической обстановкой. T. 1. Санкт-Петербург: 1908, s. 763. [dostęp 2025-02-17]. (ros.).
- Восточная война 1853—1856 гг. в связи с современной ей политической обстановкой. T. 2. Санкт-Петербург: 1912, s. 452. [dostęp 2025-02-17]. (ros.).
- Лейб-егеря в отечественную войну 1812 г.. Санкт-Петербург: 1912, s. 91. [dostęp 2025-02-17]. (ros.).
- Стратегический очерк войны 1914—1918 гг.. Cz. 6: Период от прорыва Юго-западного фронта в мае 1916 г. до конца года. Москва: 1923, s. 138. [dostęp 2025-02-17]. (ros.).
- Стратегический очерк войны 1914—1918 гг.. Cz. 7: Кампания 1917 г.. Москва: 1923, s. 184. [dostęp 2025-02-17]. (ros.).
- Мировая война 1914—1918 гг.. Москва: 1923. [dostęp 2025-02-17]. (ros.). Brak numerów stron w książce
- Подготовка России к мировой войне. Москва: 1926, s. 440. [dostęp 2025-02-17]. (ros.).
- Мировая война. Маневренный период 1914—1915 годов на русском (европейском) театре: с приложением альбома схем. Москва, Ленинград: 1929. [dostęp 2025-02-17]. (ros.). Brak numerów stron w książce